# Ivanečko Naselje
Ivanečko Naselje es una localidad de Croacia en la ciudad de Ivanec, condado de Varaždin.

## Geografía
Se encuentra a una altitud de 215 m s. n. m. a 81,4 km de la capital nacional, Zagreb.

## Demografía
En el censo 2011, el total de población de la localidad fue de 238 habitantes.
| Gráfica de población de Ivanečko Naselje 1857-2011                  |
|                                                                     |
| Según los censos de población de la oficina estadística de Croacia. |